# Фаридпур (округ)
Фаридпур (бенг. ফরিদপুর জেলা, англ. Faridpur District) — округ в центральной части Бангладеш, в области Дакка. Образован в 1815 году. Административный центр — город Фаридпур. Площадь округа — 2073 км². По данным переписи 2001 года население округа составляло 1 714 496 человек. Уровень грамотности взрослого населения составлял 37,44 %, что немного ниже среднего уровня по Бангладеш (43,1 %). 88 % населения округа исповедовало ислам, 11 % — индуизм.

## Административно-территориальное деление
Округ Фаридпур делится на 8 подокругов:
1. Алфаданга (Алфаданга)
2. Боалмари (Боалмари)
3. Бханга (Бханга)
4. Мадхукхали (Мадхукхали)
5. Нагарканда (Нагарканда)
6. Садарпур (Садарпур)
7. Фаридпур-Садар (Фаридпур)
8. Чарбхадрасан (Чарбхадрасан)